# Прокофьева, Алла Георгиевна
А́лла Гео́ргиевна Проко́фьева (род. 18 января 1934, Оренбург) — российский филолог, краевед, специалист в области литературного краеведения. Доктор педагогических наук (1998), профессор (2002), заслуженный работник высшей школы РФ, отличник просвещения РСФСР. Член Союза писателей России. Член Союза литераторов России. Лауреат Всероссийской Пушкинской премии «Капитанская дочка», губернаторской премии «Оренбургская лира», Правдухинской премии, региональной литературной премии им. П. И. Рычкова, награждена памятной медалью «К 100-летию М. А. Шолохова».

## Биография
Окончила Оренбургский государственный педагогический институт (1956) по специальности «учитель русского языка и литературы», аспирантуру (1976) и докторантуру (1997) при Российском государственном педагогическом университете им. А. И. Герцена (Санкт-Петербург). В 1977 году защитила кандидатскую диссертацию на тему «Методика привлечения краеведческого материала на уроках и факультативных занятиях по литературе (на материале Оренбуржья)» по специальности 13.00.02 — методика преподавания литературы.
В 1998 году защитила докторскую диссертацию на тему «Краеведение как основной и региональный компонент литературного образования» по специальности 13.00.02 — теория и методика обучения литературе.
С 1969 по 2015 гг. работала в Оренбургском государственном педагогическом институте (университете) сначала на кафедре русского языка, с 1970 — на кафедре литературы ассистентом, старшим преподавателем, доцентом, профессором. В 1981—1994 гг. — декан факультета повышения квалификации директоров школ. Заведовала литературно-краеведческой научно-исследовательской лабораторией ОГПУ.
Публикуется с 1965 года. На счету А. Г. Прокофьевой более 200 научных работ, большинство из них посвящены литературному краеведению Оренбуржья. Публиковалась в оренбургских и луганских газетах, в журналах «Москва», «Русская литература» (Санкт-Петербург), «Урал» (Екатеринбург), литературно-художественном альманахе «Гостиный двор» (Оренбург), сборниках «Оренбургский край. Архивные документы. Материалы. Исследования» (Оренбург), «Уральский месяцеслов» (Челябинск), «Славянские чтения» (Латвия).
Автор методического комплекса по литературному краеведению для школ Оренбуржья, который используется в проведении занятий по литературе:
1. Оренбургский край в русской литературе: Программа регионального компонента литературного образования учащихся V-ХI классов общеобразовательных школ. — Оренбург, 2003. — 32 с.
2. Оренбургский край в русской литературе: Хрестоматия для 9-11 классов. — Оренбург: Оренбургское литературное агентство, 2003. — 320 с.
3. Оренбургский край в русской литературе и фольклоре: Хрестоматия по литературному краеведению для 5-8 классов. — Оренбург: Оренбургское литературное агентство, 2003. — 384 с. (В соавт. с В. Ю. Прокофьевой)
4. Рабочая тетрадь по литературному краеведению для 5-11 классов. — Оренбург, 2003. — 64 с. (В соавт. с В. Ю. Прокофьевой)
Подготовила девять кандидатов наук.
Редактор-составитель краеведческих и методических научных сборников «Оренбургский край. Архивные документы. Материалы. Исследования» (Оренбург: ОГПУ, выпуски 2001, 2003, 2006, 2008, 2011 гг.), «Проблемы изучения художественных произведения в школе и вузе» (Оренбург: ОГПУ, выпуски 2001, 2003). В 2014—2015 годах — ведущий сотрудник УрО РАН (Екатеринбург), участник создания многотомной энциклопедии «История литературы Урала» (1 том вышел в 2012).
В работах А. Г. Прокофьевой освещаются проблемы литературной жизни Оренбургского края, вводятся в научный оборот неизвестные ранее или малоизвестные факты из биографии писателей, связанных с Оренбуржьем (А. С. Пушкин, В. Даль, А. Плещеев, Л. Н. Толстой, С. И. Гусев-Оренбургский, В. Правдухин, Л. Сейфуллина и др.) и новые для литературоведения имена (О. Крюкова, А. Крюков, Л. Исаков, В. Наседкин и др.).

## Основные работы
- Оренбургский губернатор Василий Алексеевич Перовский. Оренбург: ОКИ, 1999. — 336 с. (В соавт. с Е. Г. Вертоусовой, Г. П. Матвиевской и др.)
- Пушкин и Оренбургский край. Документы. Записи. Письма. Воспоминания. Исследования: Учебное пособие и хрестоматия для студентов филологического факультета. Оренбург: Изд-во ОГПУ, 2000, 240 с.
- Анализ художественного произведения в аспекте его пространственных характеристик. Оренбург: Изд-во ОГПУ, 2000. 160 с. (В соавт. с В. Ю. Прокофьевой)
- В. И. Даль. Оренбургский край в художественных произведениях писателя. Оренбург: ОКИ, 2001. 416 с. (В соавт. с Г. П. Матвиевской, В. Ю. Прокофьевой, И. К. Зубовой)
- Оренбургский край в жизни и творчестве русских писателей: Пособие к спецкурсу по литературному краеведению для студентов филологического ф-та. Оренбург: ОГПУ, 2001. 24 с.
- Неизвестный В. И. Даль: Оренбургский край в очерках и научных трудах писателя. — Оренбург: ОКИ, 2002. — 480 с. (В соавт. с Г. П. Матвиевской, И. К. Зубовой, В. Ю. Прокофьевой)
- Литературное Оренбуржье: биобиблиографический словарь. — Оренбург: Изд-во «Оренбургская книга», 2006. — 272 с. (В соавторстве с В. Ю. Прокофьевой, Г. Ф. Хомутовым и О. В. Федосовой).
- Оренбургское литературное зарубежье: Учебное пособие. — Оренбург: Изд-во ОГПУ, 2008. — 184 с. — В соавторстве с В. Ю. Прокофьевой и С. М. Скибиным.
- Пушкинист Н. В. Измайлов в Петербурге и Оренбурге. — Калуга: Изд. «Золотая аллея», 2008. — С. 228—239. (В соавт. с С. А. Фомичевым)
- В. И. Даль Документы. Письма. Воспоминания. — Оренбург: ОКИ. — 2008.- 544 с. (в соавт. С Г. П. Матвиевской, И. К. Зубовой, В. Ю. Прокофьевой)
- Жизнь и творчество В. И. Даля в Оренбурге. Монография — М., 2011 (В соавторстве с Г. П. Матвиевской, И. К. Зубовой, В. Ю. Прокофьевой).
- Литературная жизнь Оренбургского края в XVIII в. // История литературы Урала. Конец XIV—XVIII в. — М: Языки славянской культуры, 2012. — С. 366—371 (в соавт. С В. Ю. Прокофьевой)
- Оренбургский край в русской литературе. Монография. М.: Изд. Академии Естествознания, 2015. — 276 с. (В соавт. с В. Ю. Прокофьевой и С. М. Скибиным)
- Литературная жизнь Оренбургского края во второй половине XIX в. (краеведческие материалы) (В соавт. с В. Ю. Прокофьевой) — Ridero. — 2016